# Kazimierz Sabbat

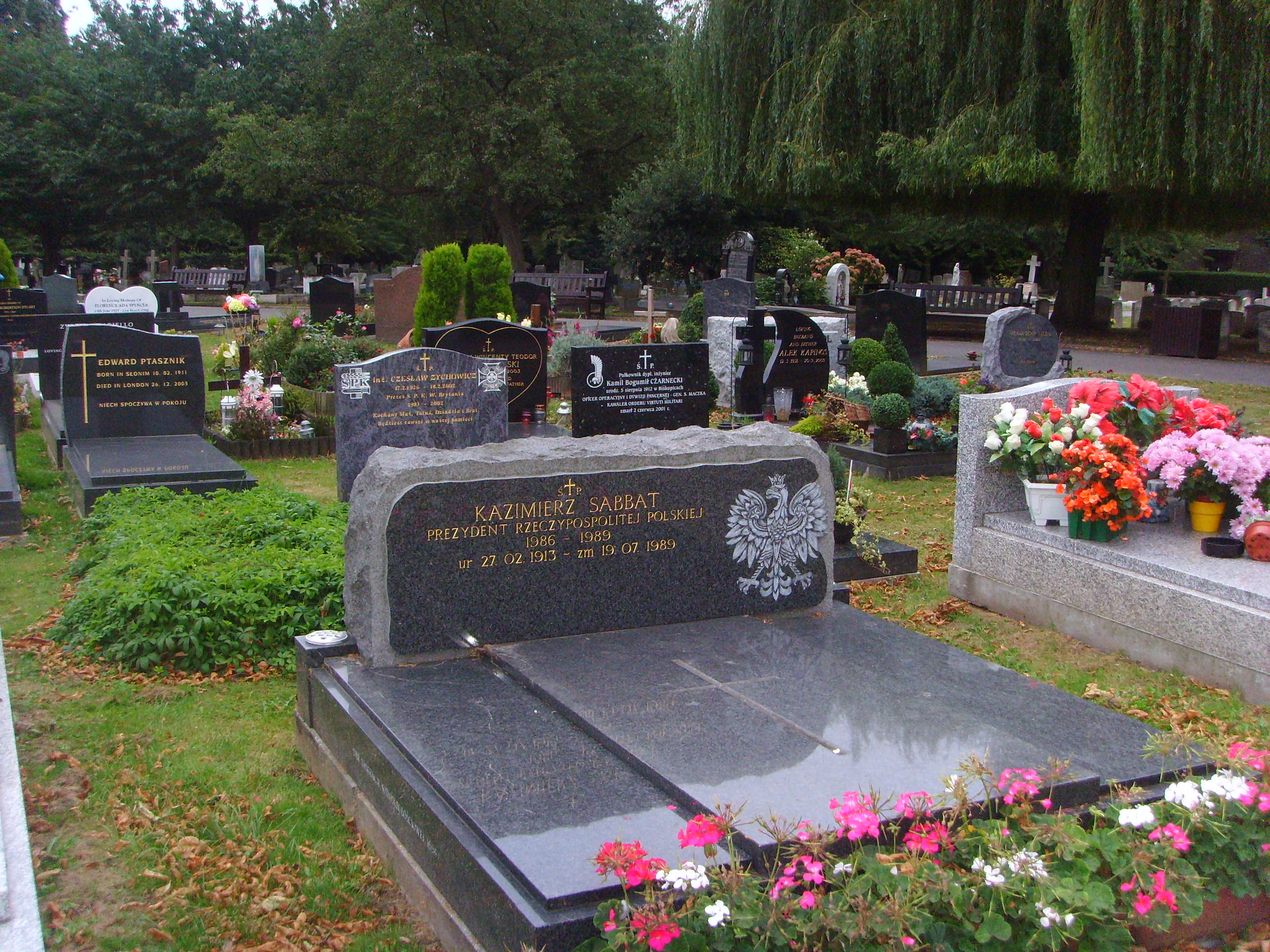
Grób Kazimierza Sabbata w Londynie (2009)

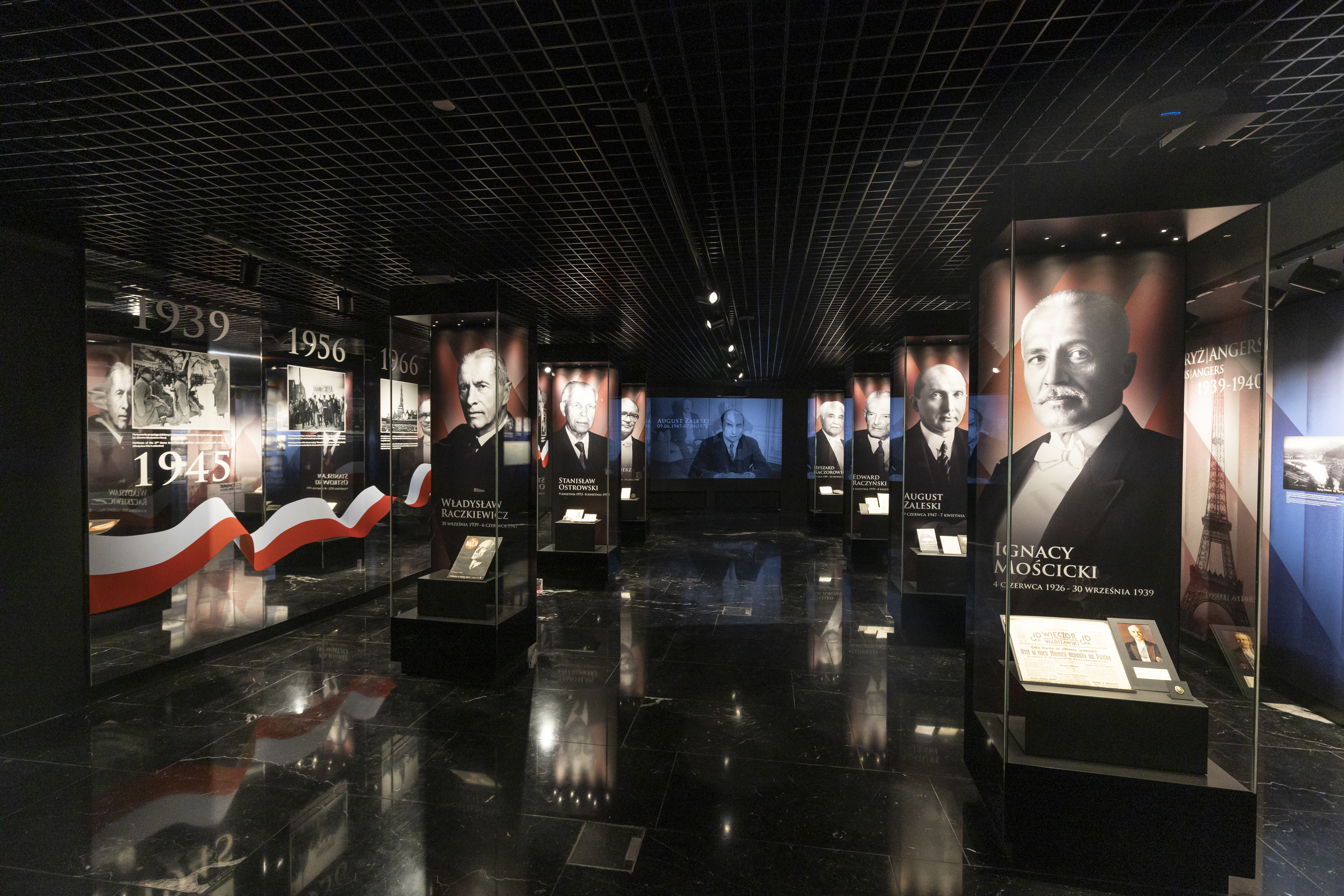
Izba Pamięci poświęcona Prezydentom RP na uchodźstwie przy Świątyni Opatrzności Bożej w Warszawie.

Kazimierz Aleksander Sabbat (ur. 27 lutego 1913 w Bielinach Kapitulnych, zm. 19 lipca 1989 w Londynie) – polski działacz emigracyjny, w latach 1976–1986 przedostatni premier rządu Rzeczypospolitej Polskiej na uchodźstwie, w latach 1986–1989 piąty i przedostatni prezydent RP na uchodźstwie.

## Życiorys
Urodził się w Bielinach Kapitulnych u stóp Łysej Góry. Był synem Ignacego (organisty) i Franciszki z Wiącków. W 1932 zdał egzamin dojrzałości w I Państwowym Gimnazjum im. Stanisława Konarskiego w Mielcu. W 1939 ukończył prawo na Uniwersytecie Warszawskim. Był harcerzem w II RP oraz na emigracji. Po krótkiej służbie w Marynarce Wojennej został skierowany do służby w brygadzie gen. Stanisława Maczka, z którą dotarł do Wielkiej Brytanii. Został ranny podczas służby. Pod koniec wojny pracował jako referent ds. młodzieży przy Sztabie Generalnym.
Do rezerwy przeszedł w 1948 i założył własne przedsiębiorstwo wyrobów z plastiku. Społecznie pracował w harcerstwie i Stowarzyszeniu Polskich Kombatantów. Kierował odcinkiem skarbu w Egzekutywie Zjednoczenia Narodowego. Od 1967 był prezesem tego organu. Był premierem rządu RP na uchodźstwie w latach 1976–1986. 23 lutego 1981 został powołany na członka Powiernictwa „Trust”. 9 stycznia 1986 został przez prezydenta Edwarda Raczyńskiego odznaczony Krzyżem Komandorskim z Gwiazdą Orderu Odrodzenia Polski. 8 kwietnia 1986 objął urząd Prezydenta RP na Uchodźstwie (zajmował go w latach 1986–1989), stając się, z racji urzędu, z dniem 8 kwietnia 1986 kawalerem Orderu Orła Białego i Wielkiej Wstęgi Orderu Odrodzenia Polski. Usiłował jednoczyć polityczne ośrodki na emigracji. Sprawując urząd w 1988 odwiedzał polskie ośrodki w Stanach Zjednoczonych (od 26 sierpnia do 31 sierpnia) i w Australii (od 1 września do 6 października 1988), zaś w podróży towarzyszyła mu małżonka. Z okazji 45. rocznicy zwycięstwa pod Monte Cassino, 19 maja 1989 został wraz z rodziną przyjęty na audiencji prywatnej przez papieża Jana Pawła II.
19 lipca 1989 ok. godz. 19 wyszedł z siedziby Prezydenta RP na uchodźstwie w Londynie przy 43 Eaton Place SW1, udając się do domu przy 38 Parkside koło Wimbledonu; w drodze do stacji metra Sloane Square o godz. 19:20 zasłabł i upadł, po czym został przewieziony do szpitala Westminster, gdzie stwierdzono zgon. Przyczyną śmierci był zawał serca. Zdarzyło się to po nadejściu z Polski informacji o wyborze przez Sejm kontraktowy w Warszawie generała Wojciecha Jaruzelskiego na stanowisko prezydenta PRL. Jego następcą został Ryszard Kaczorowski – dotychczasowy minister ds. krajowych w gabinecie prof. Edwarda Szczepanika. Stało się to na mocy dekretu o sukcesji prezydenckiej przed zawarciem pokoju.
Uroczystości pogrzebowe odbyły się 27 lipca 1989 w Katedrze Westminsterskiej, gdzie w Kaplicy Matki Boskiej wystawiono trumnę z ciałem Prezydenta. Następnego dnia 28 lipca 1989, po odprawionej mszy św. pod przewodnictwem bp. Szczepana Wesołego, został pochowany na cmentarzu Gunnersbury w Londynie, nieopodal Pomnika Katyńskiego. W tym miejscu została pochowana później jego żona Anna Sabbat (1924–2015, z domu Sulik), która została jego żoną w 1949 i z którą miał trzy córki i syna.

## Upamiętnienie
W 2008 r. Poczta Polska wyemitowała w nakładzie 600 tys. sztuk należący do serii „Prezydenci Rzeczypospolitej Polskiej na uchodźstwie” znaczek pocztowy o nominale 1,45 zł upamiętniający Kazimierza Sabbatę.
Od grudnia 2015 jego portret wraz z portretami pozostałych prezydentów RP na uchodźstwie wisi na honorowym miejscu w holu Ambasady RP w Londynie.
12 listopada 2022 roku wraz z uroczystym złożeniem szczątków trzech Prezydentów RP na uchodźstwie (Władysława Raczkiewicza, Augusta Zaleskiego, Stanisława Ostrowskiego) w Mauzoleum Prezydentów RP na Uchodźstwie została również otwarta Izba Pamięci, w której Prezydent Sabbat został upamiętniony. Izba poświęcona Prezydentom RP na uchodźstwie została zaprojektowana przez Instytutu Pamięci Narodowej oraz Fundację "Pomoc Polakom na Wschodzie".
W Mauzoleum Prezydentów RP na uchodźstwie znajduje się jego symboliczny grób.

## Przypisy

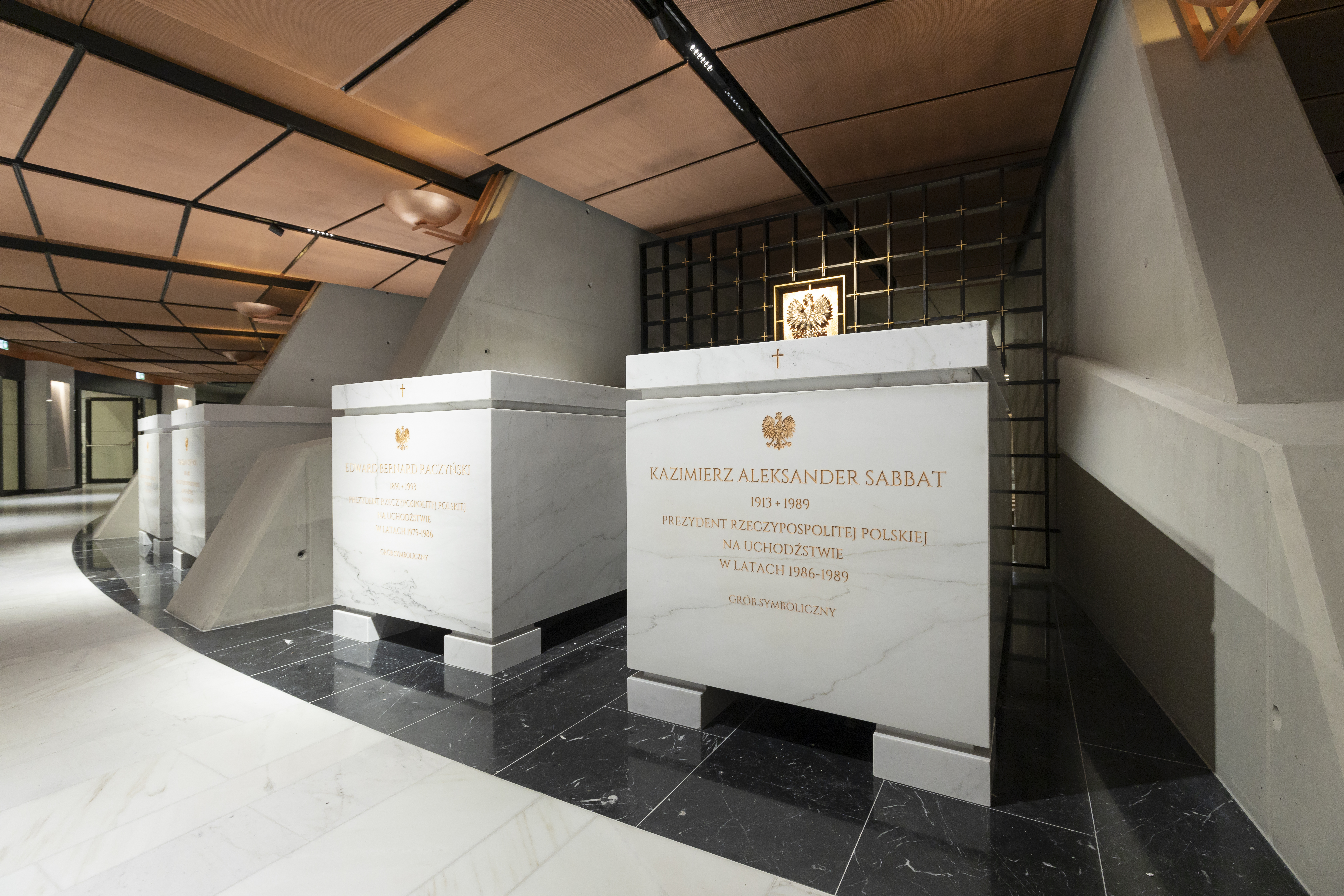
Symboliczny grób Kazimierza Sabbata w Mauzoleum Prezydentów RP na uchodźstwie w Świątyni Opatrzności Bożej w Warszawie.